# Уравнение Власова
Уравнение Власова — кинетическое уравнение для функции распределения частиц плазмы, описывающее их динамику в электромагнитных полях посредством самосогласованного поля. Впервые предложено А. А. Власовым в статье и позднее излагается в монографии.

## Проблемы газокинетического подхода
В своей работе Власов сначала указывает на неприменимость газокинетического подхода, основанного на уравнении Больцмана (предполагается, что интеграл столкновений зависит только от парных столкновений), к описанию динамики плазмы с кулоновским взаимодействием. Он отмечает следующие проблемы, возникающие при попытке применения теории, основанной на парных столкновениях, к описанию плазмы:
1. приближение парных столкновений не согласуется с исследованиями Рэлея и Ленгмюра и Тонкса, которые предсказали и исследовали ленгмюровские волны в электронной газовой плазме.[3][4]
2. приближение парных столкновений формально не применимо к кулоновскому взаимодействию из-за расходимости полного сечения рассеивания.
3. приближение парных столкновений не позволяет объяснить эксперименты Меррилла и Вебба об аномальном рассеянии электронов в газовой плазме.[5]

В качестве причины возникновения этих проблем Власов указывает на дальнодействующий характер кулоновских сил, что приводит к взаимодействию каждой из частиц с совокупностью других частиц. Дальнодействие в этом случае означает, что радиус влияния этой силы больше чем среднее расстояние между частицами.

## Уравнения Власова — Максвелла
Власов изначально рассматривал систему общих уравнений плазмы, включающих три компоненты (электроны, ионы и нейтральные атомы), и записывал уравнение Больцмана для s-ой компоненты плазмы в виде
{\displaystyle {\frac {\partial f_{s}}{\partial t}}+\mathrm {div} _{\mathbf {r} }{\vec {v}}f_{s}+{\frac {e_{s}}{m_{s}}}\left({\vec {E}}+{\frac {1}{c}}[{\vec {v}},{\vec {B}}]\right)\mathrm {grad} _{\mathbf {v} }f_{s}=\left[{\frac {\partial f_{s}}{\partial t}}\right]_{s1}^{st}+\left[{\frac {\partial f_{s}}{\partial t}}\right]_{s2}^{st}+\left[{\frac {\partial f_{s}}{\partial t}}\right]_{s3}^{st}.}
где {\displaystyle f_{s}({\vec {r}},{\vec {p}},t)} — функция распределения. Эта система уравнений включала также уравнения Максвелла, и уравнения для заряда и тока, выраженные через функции распределения {\displaystyle f_{s}}. Так как Власов интересовался только волновыми решениями, то он пренебрёг вкладами интегралов столкновений, поскольку по оценкам выходило, что частоты плазменных волн много больше частот парных столкновений частиц в плазме. То есть вместо описания взаимодействия заряженных частиц в плазме посредством столкновений, предложил использовать самосогласованное поле, созданное заряженными частицами плазмы для описания длиннодействующего потенциала. Вместо уравнения Больцмана Власов предлагает использовать следующую систему уравнений для описания заряженных компонент плазмы (электронов с функцией распределений {\displaystyle f_{e}({\vec {r}},{\vec {p}},t)} и положительных ионов с функцией распределения {\displaystyle f_{i}({\vec {r}},{\vec {p}},t)}):
{\displaystyle {\frac {\partial f_{e}}{\partial t}}+{\vec {v}}{\frac {\partial f_{e}}{\partial {\vec {x}}}}-e{\Bigl (}{\vec {E}}+{\frac {1}{c}}[{\vec {v}},{\vec {B}}]{\Bigr )}{\frac {\partial f_{e}}{\partial {\vec {p}}}}=0}
{\displaystyle {\frac {\partial f_{i}}{\partial t}}+{\vec {v}}{\frac {\partial f_{i}}{\partial {\vec {x}}}}+e{\Bigl (}{\vec {E}}+{\frac {1}{c}}[{\vec {v}},{\vec {B}}]{\Bigr )}{\frac {\partial f_{i}}{\partial {\vec {p}}}}=0}
{\displaystyle {\rm {rot}}{\vec {B}}={\frac {4\pi {\vec {j}}}{c}}+{\frac {1}{c}}{\frac {\partial {\vec {E}}}{\partial t}},\quad {\rm {rot}}{\vec {E}}=-{\frac {1}{c}}{\frac {\partial {\vec {B}}}{\partial t}}}
{\displaystyle {\rm {div}}{\vec {E}}=4\pi \rho ,\quad {\rm {div}}{\vec {B}}=0}
{\displaystyle \rho =e\int (f_{i}-f_{e})d^{3}{\vec {p}},\quad {\vec {j}}=e\int (f_{i}-f_{e}){\vec {v}}d^{3}{\vec {p}}}
Здесь {\displaystyle e} — заряд электрона, {\displaystyle c} — скорость света, {\displaystyle {\vec {E}}({\vec {r}},t)} и {\displaystyle {\vec {B}}({\vec {r}},t)} — самосогласованные электрическое и магнитное поля, созданные в точке {\displaystyle {\vec {r}}} в момент времени {\displaystyle t} всеми заряженными частицами плазмы. Существенное отличие этой системы уравнений от уравнений движения заряженных частиц во внешнем электромагнитном поле в том, что само самосогласованное электромагнитное поле сложным образом зависит от функций распределения ионов и электронов.

## Уравнения Власова — Пуассона
Уравнения Власова — Максвелла являются системой нелинейных интегро-дифференциальных уравнений. Если флуктуации функций распределения относительно равновесного состояния невелики, эта система уравнений может быть линеаризована. Линеаризация даст систему уравнений Власова — Пуассона, описывающую динамику плазмы в самосогласованном электростатическом поле. Уравнения Власова — Пуассона являются системой уравнений Власова для каждой компоненты плазмы (рассматриваем нерелятивистский предел):
{\displaystyle {\frac {\partial f_{\alpha }}{\partial t}}+{\vec {v}}\cdot {\frac {\partial f_{\alpha }}{\partial {\vec {x}}}}+{\frac {q_{\alpha }{\vec {E}}}{m_{\alpha }}}\cdot {\frac {\partial f_{\alpha }}{\partial {\vec {v}}}}=0,}
и уравнения Пуассона для самосогласованного электрического поля:
{\displaystyle \nabla \cdot {\vec {E}}=-\Delta \phi =4\pi \rho .}
Здесь {\displaystyle q_{\alpha }} — электрический заряд и {\displaystyle m_{\alpha }} — масса частиц плазмы, {\displaystyle {\vec {E}}({\vec {x}},t)} — самосогласованное электрическое поле, {\displaystyle \phi ({\vec {x}},t)} — потенциал самосогласованного электрического поля и {\displaystyle \rho } — плотность электрического заряда.